# Вест Хартфорд (Конектикат)
Вест Хартфорд (енгл. West Hartford) насељено је место без административног статуса у америчкој савезној држави Конектикат.

## Демографија
По попису из 2010. године број становника је 63.268, што је 321 (-0,5%) становника мање него 2000. године.
| Група             | 2000.          | 2010.          |
| Белци             | 52.684 (82,9%) | 47.307 (74,8%) |
| Афроамериканци    | 3.041 (4,8%)   | 3.982 (6,3%)   |
| Азијати           | 3.053 (4,8%)   | 4.666 (7,4%)   |
| Хиспаноамериканци | 3.990 (6,3%)   | 6.192 (9,8%)   |
| Укупно            | 63.589         | 63.268         |